# Ahanya, Malur
Ahanya là một làng thuộc tehsil Malur, huyện Kolar, bang Karnataka, Ấn Độ.